# Brachyptera thracica
Brachyptera thracica är en bäcksländeart som beskrevs av Raušer 1965. Brachyptera thracica ingår i släktet Brachyptera och familjen vingbandbäcksländor. Inga underarter finns listade i Catalogue of Life.